# Nalo Hopkinson
Nalo Hopkinson (Brooklyn, New York, 1960. december 20. –) jamaicai születésű sci-fi-író. Kanadában él.

## Pályafutása

### Művei
- Brown Girl in the Ring (1998)
- Midnight Robber (2000)
- Whispers from the Cotton Tree Root: Caribbean Fabulist Fiction (2000)
- Skin Folk (2001)
- Mojo: Conjure Stories (2003)
- The Salt Roads (2003)
- So Long Been Dreaming (2004)
- The New Moon's Arms (2007)

## Díjai
- John W. Campbell-díj a legjobb új írónak
- Brown Girl in the Ring Philip K. Dick-díj jelölés 1998-ban
- World Fantasy díj (2002)
- Damon Knight Memorial Grand Master (2021)

## Fordítás
- Ez a szócikk részben vagy egészben  a   Nalo Hopkinson című angol Wikipédia-szócikk fordításán alapul.  Az eredeti cikk szerkesztőit annak laptörténete sorolja fel. Ez a jelzés csupán a megfogalmazás eredetét és a szerzői jogokat jelzi, nem szolgál a cikkben szereplő információk forrásmegjelöléseként.